# Bestia (Marvel Comics)
Bestia (Beast), il cui vero nome è Dr. Henry Philip "Hank" McCoy, è un personaggio dei fumetti statunitensi creato da Stan Lee (testi) e Jack Kirby (disegni), pubblicato dalla Marvel Comics. La sua apparizione è in The X-Men n. 1 (settembre 1963).

## Biografia del personaggio

### X-Men
Henry Philip McCoy è nato a Dundee, Illinois, negli Stati Uniti, da Norton ed Edna McCoy. Suo padre era impiegato in un impianto locale di energia nucleare prima della nascita di Henry. Le radiazioni nucleari a cui è stato esposto sul posto di lavoro sembrerebbero essere la causa della mutazione di suo figlio. Hank è nato con un intelletto vasto e arti insolitamente grandi per un essere umano, infatti le proporzioni del suo corpo sono paragonabili a quelle di un gorilla. Non a caso il suo soprannome a scuola era "Magilla Gorilla". I suoi poteri si espressero al massimo durante l'adolescenza, fornendogli grande forza ed agilità che gli permisero di eccellere in ambito sportivo ma che gli attirarono anche l'odio dei suoi compagni. Venne avvicinato da Charles Xavier che gli propose di studiare presso la sua Scuola per Giovani Dotati e di entrare a far parte della formazione originale degli X-Men con il nome di battaglia di Mucca.

### Dopo gli X-Men
Hank restò a lungo nel gruppo, anche quando Xavier fece credere a tutti di essere morto finché non decise di mettere a frutto il suo genio nella biochimica, intraprendendo la carriera di ricercatore presso la Brand Corporation. Il suo obiettivo era quello di isolare la causa delle mutazioni genetiche e ci riuscì isolando un composto chimico. Nel tentativo di impedire che il composto fosse trafugato dal Professor Maddicks, McCoy ingerì il liquido che accentuò la sua mutazione, tramutandolo in un essere scimmiesco con il corpo completamente ricoperto di pelo blu.

### Vendicatore
Non molto tempo dopo questa trasformazione, venne reclutato dai Vendicatori come membro provvisorio ma alla fine divenne un componente fisso del team e strinse una forte amicizia con Wonder Man. Periodicamente Hank lasciava la squadra per aiutare gli X-Men nel momento del bisogno (come durante la saga di Fenice Nera). Alla fine lasciò definitivamente i Vendicatori quando il governo impose loro un numero massimo di sei membri attivi per lasciare il posto a nuove reclute.

### X-Factor
Dopo l'esperienza con i Vendicatori, Hank raggiunse i suoi amici Angelo e Uomo Ghiaccio nel gruppo dei Difensori, di cui rimase uno dei pochi sopravvissuti. Quando Jean Grey fu ritrovata viva e vegeta sul fondo della Jamica Bay, Bestia si ricongiunse con gli altri quattro X-Men originali e, su idea di Angelo, diedero vita al gruppo X-Factor, con lo scopo di portare avanti il sogno di Xavier al posto degli X-Men ufficiali che, in quel periodo, collaboravano con Magneto. Durante una delle prime avventure del gruppo, Hank fu rapito dal Professor Maddicks, l'uomo in parte responsabile della sua trasformazione. Lo scienziato, nel tentativo di curare il figlio mutante, sperimentò su McCoy una terapia che fece regredire la sua mutazione ridonandogli sembianze umane, seppur con i capelli blu. Tuttavia riprese le sue sembianze animalesche dopo essere stato toccato da Infectia.

### X-Treme X-Men
Successivamente Bestia si unì alla squadra formata da Tempesta con lo scopo di recuperare i diari della veggente cieca Destiny. Nel tentativo di vendicare la morte di Psylocke per mano di Vargas, Hank fu poi ridotto in fin di vita da quest'ultimo. Per salvarlo, Sage usò su di lui il suo potere di attivazione e sviluppo della mutazione altrui facendolo evolvere ad un livello superiore e più felino.
A causa della sua nuova mutazione Hank venne lasciato dalla sua fidanzata storica, Trish Tilby; ciò lo ha reso più cupo e depresso, cosa che cerca di nascondere dietro una maschera da burlone.

### New X-Men
Nelle storie dei New X-Men, Cassandra Nova (sorella del Professor X) fece notare a Hank come le sue mutazioni secondarie siano più simili ad involuzioni ed in seguito la stessa Cassandra manipolò lo studente Becco affinché percuotesse ferocemente l'insegnante. Ripresosi, Hank venne successivamente accusato del presunto omicidio di Emma Frost. In realtà cercherà di ricomporre il suo corpo adamantino con l'aiuto della telecineta Jean Grey.
Quando si diffuse la notizia di una "cura" per le mutazioni, Bestia cominciò a pensare seriamente di prenderla in modo da poter nuovamente apparire umano. Alla fine decise comunque di non farlo in quanto, come sottolineatogli da Wolverine, sarebbe mandare un messaggio negativo per altri mutanti se uno X-Man avesse "curato" la propria condizione. Indagando sugli esperimenti condotti da Kavita Rao per lo sviluppo della cura, Hank e gli altri X-Men trovarono Colosso prigioniero e lo liberarono.

### Civil War
Quando la guerra civile scoppiò tra i supereroi, Bestia, insieme agli altri X-Men, assunse una posizione neutrale. Tuttavia, McCoy, violò segretamente la sua posizione neutrale, fornendo a Peter Parker un travestimento olografico per consentirgli di continuare ad insegnare alla Midtown High, dopo che la sua identità segreta era stata rivelata.

### Specie in Extinzione
Percepito il grave pericolo in cui si trovava la specie mutante dopo la decimazione, Hank pianificò di risolvere gli effetti dell'M-Day, arrivando anche a contattare scienziati criminali come Sinistro, Arnim Zola o il Dottor Destino. Decise addirittura di allearsi con Bestia Nera, il suo doppio proveniente dall'era di Apocalisse. Benché i differenti metodi di approccio alla scienza abbiano portato spesso i due a battibeccare, giunsero alla conclusione di recarsi dall'unica persona conosciuta per aver generato molti figli dotati di mutazioni: giunti a casa Guthrie, mentre Bestia discuteva della possibilità di studiare il patrimonio genetico familiare, Bestia Nera compì un esperimento di alterazione genetica su uno dei ragazzi più giovani portando la cavia al confine con la morte prima che Bestia fosse in grado di guarirlo. Dopo un'accesa lite, i due McCoy divisero nuovamente le loro strade.

### Messiah Complex
Quando gli X-Men, i Marauders e i Purificatori si scontrarono per reclamare la neonata messia mutante, Bestia fu mostrato allo Xavier Institute opporsi all'attacco delle sentinelle e successivamente lavorare senza sosta con Prodigy per curare tutti i feriti. In seguito, dopo l'assalto del Predatore X venne teletrasportato insieme agli altri sull'isola di Muir da una terrorizzata Pixie dove prese parte allo scontro finale e fu testimone dell'accidentale omicidio di Xavier per mano di Alfiere.

### Secret Invasion
Durante l'invasione Skrull Bestia, analizzando un alieno catturato, fu in grado di scoprire che i Super-Skrull potenziati con le abilità mutanti degli X-Men potevano essere infettati dal Virus Legacy. Nonostante le sue proteste, Ciclope decise di usarlo su di loro, offrendo l'antidoto in cambio della resa degli alieni.

### Secondo Avvento
In seguito Bestia partecipa ai funerali del suo amico e compagno di squadra, Kurt Wagner. In questa occasione affronta Ciclope e lo incolpa della morte di Kurt, attribuendo il fatto all'atteggiamento sempre più militante ed estremista di Scott, nel tentativo di proteggere la specie mutante a tutti i costi (anche a costo di sacrificare i propri amici). Nonostante i suoi problemi con Ciclope, Bestia rimane inizialmente su Utopia per contribuire ad affrontare gli attacchi compiuti da Bastion. In seguito alla distruzione di Bastion per mano di Hope, Henry lascia però Utopia.

### Età degli Eroi
Quando Steve Rogers divenne il capo dello S.H.I.E.L.D., Hank fu reclutato come membro dei "Vendicatori Segreti".

### Regenesis
Dopo la separazione degli X-Men in due squadre, Bestia è tra coloro che seguono Wolverine a Westchester per fondare "L'Istituto Jean Grey per giovani dotati".

## Poteri e abilità
Il Dott. Hank McCoy è nato con una mutazione che gli dava un aspetto simile a quello a metà strada tra un umano e una scimmia-gorilla, con i piedi prensili, anche se ancora glabro. In seguito ha sviluppato questa mutazione fino a diventare un ottimo atleta e combattente nel corpo a corpo.
Successivamente Bestia è intervenuto con un siero su sé stesso, per cercare di invertire la propria mutazione, causando però invece un ulteriore cambiamento, che lo ha fatto assomigliare ancora di più ad un animale scimmiesco, completamente ricoperto di peli (inizialmente grigi e poi bluastri).
Più tardi, quando ha rischiato di morire in seguito ad uno scontro con Vargas, Bestia ha sviluppato un'ulteriore mutazione secondaria che lo ha dotato di una forza sovrumana riuscendo a sollevare fino a 10 tonnellate, nonché dell'aspetto e delle caratteristiche fisiche di un felino, con i suoi sensi più affinati di quelli di un uomo. Inoltre queste mutazione gli garantiva un fattore rigenerante che gli permetteva di guarire da ferite non mortali in poche ore e quelle mortali in un giorno. Questa mutazione gli donò anche artigli e denti affilati e molto robusti, che Bestia utilizzò in combattimento come arma offensiva. Molto più recentemente la sua mutazione secondaria si è sviluppata in maniera anomala e l'ha portato sull'orlo della morte, finché lo stesso McCoy più giovane, proveniente dal passato, è intervenuto, invertendo nuovamente la mutazione del McCoy anziano verso l'aspetto scimmiesco, anziché felino.
Il dottor McCoy è inoltre un genio sia in campo medico, dove è considerato una vera e propria autorità soprattutto in materia di mutazioni, sia in campo meccanico (la manutenzione dei jet degli X-Men è stata affidata a lui). Inoltre è considerato fra le 8 persone più intelligenti del pianeta Terra. Sia come Vendicatore che come X-Man, McCoy, a dispetto del suo nome in codice e del suo aspetto, si è sempre messo in luce oltre che per il suo genio scientifico, anche per il suo impeccabile aplomb, il suo parlato forbito ed un vivace senso dell'umorismo; ciò lo ha reso ben voluto da tutti i suoi compagni di team, almeno fino alla recente rottura con Ciclope.

## Altre versioni

### Amalgam
Unendosi a Garfield Logan alias Changeling Hank dà vita a Beastling, agile mutaforma che fa parte della squadra X-Patrol (X-Men più Doom Patrol).

### House of M
Nel mondo creato da Scarlet, Hank McCoy appare come uno scienziato che lavora per Tony Stark insieme a Hank Pym e Forge. Qui, egli conserva il suo aspetto umano di quando si unì agli X-Men originali. Bestia dichiara di essere superiore agli esseri umani, semplicemente a causa della sua mutazione.

### Era di Apocalisse
Durante l'era di Apocalisse Henry McCoy è diventato un sadico genetista che conduce orribili esperimenti sui suoi prigionieri umani. Egli ha viaggiato a ritroso nel tempo di 20 anni nel passato degli X-Men originali creando i Morlock. Uno dei suoi piani più audaci fu quello di rapire la Bestia di Terra 616 e di prenderne il posto.

### Ultimate
In Ultimate X-Men la Bestia ha un aspetto meno ferino, fatta eccezione per la pelle blu e gli arti abnormi. Ha avuto una storia con Tempesta. Apparentemente ucciso dalle sentinelle, Bestia è in realtà stato prigioniero dello S.H.I.E.L.D. e costretto a lavorare per una cura al virus Legacy. Utilizzando le risorse governative riesce inoltre ad invertire gli esperimenti di Arma X e a tornare al suo aspetto umano.

## Altri media

### Cinema

#### Serie di filmX-Men
Nella serie di film X-Men, Bestia è interpretato da Kelsey Grammer da adulto e da Nicholas Hoult in una versione più giovane. Compare in:
- X-Men 2 (X2, 2003)[6]
- X-Men - Conflitto finale (X-Men: The Last Stand, 2006)[7]
- X-Men - L'inizio (X-Men: First Class, 2011)[8]
- X-Men - Giorni di un futuro passato (X-Men: Days of Future Past, 2014)[9]
- X-Men - Apocalisse (X-Men: Apocalypse, 2016)[10]
- X-Men: Dark Phoenix (Dark Phoenix, 2019)[10]

#### Marvel Cinematic Universe
Nel Marvel Cinematic Universe, la variante della Bestia è interpretata nuovamente da Kelsey Grammer. Compare in:
- The Marvels (2023)
- Avengers: Doomsday (2026)

### Televisione
Bestia appare in tutte le serie animate dedicate ai mutanti:
- Insuperabili X-Men
- X-Men: Evolution (2003)
- Wolverine e gli X-Men
- X-Men '97

È inoltre comparso nelle serie The Marvel Super Heroes, L'Uomo Ragno e i suoi fantastici amici, Spider-Man - L'Uomo Ragno, Super Hero Squad Show e Disk Wars: Avengers. Un suo ritratto appare in un episodio serie de I Vendicatori; era previsto un uso del suo personaggio ma essendo la serie stata interrotta per via di scarsi ascolti il suo uso e quello degli X-Men, che dovevano apparire come ospiti (pare che lui dovesse poi passare nei Vendicatori, come nei fumetti) non avvenne mai.

### Videogiochi
Bestia è apparso nei seguenti videogiochi:
- X-Men: Mutant Apocalypse
- X-Men 2: Clone Wars
- X-Men: Cartoon Maker
- X-Men vs. Street Fighter
- X-Men: Mutant Academy
- X-Men: Mutant Academy 2
- Spider-Man 2: Enter Electro
- X-Men: Next Dimension
- X-Men 2: La vendetta di Wolverine
- X-Men Legends
- X-Men Legends II: L'Era di Apocalisse
- X-Men: Il gioco ufficiale
- Marvel: La Grande Alleanza
- Marvel: Avengers Alliance
- LEGO Marvel Super Heroes
- Marvel: Sfida dei campioni
- Marvel: La Grande Alleanza 3: L'Ordine Nero